# Maria Clara Groppler

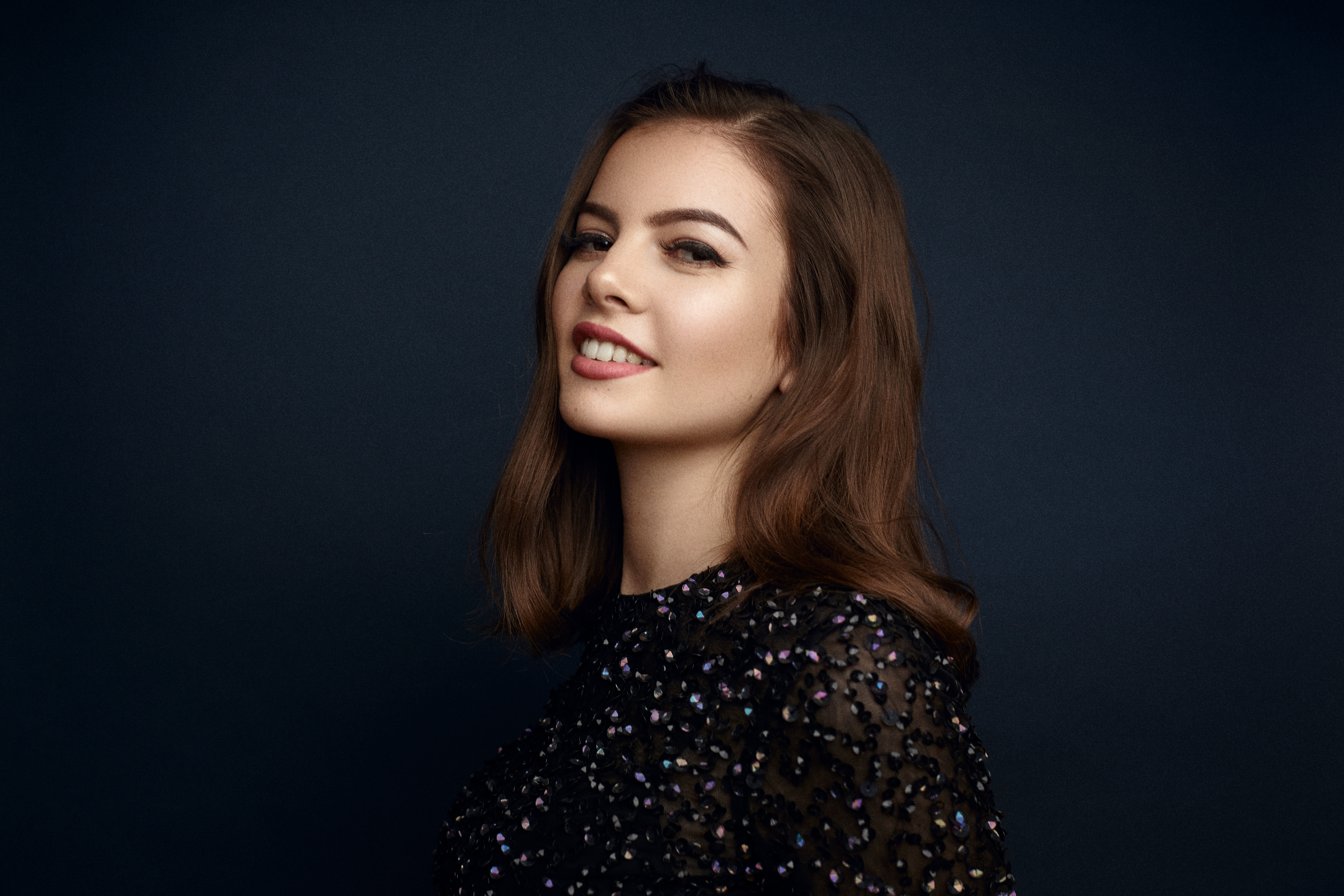
Maria Clara Groppler (2020)

Maria Clara Groppler (* 3. März 1999 in Berlin) ist eine deutsche Komikerin. Bekannt wurde sie durch zum Teil provokante Live- und Fernsehauftritte sowie ihre Social-Media-Aktivität.

## Persönliches
Groppler stammt aus Kleinmachnow in der Nähe von Berlin und lebt seit März 2019 in Köln. Im Jahr 2018 bestand sie das Abitur. Ein begonnenes Studium brach sie nach ihren ersten Erfolgen in der Comedy ab.
Seit 2020 ist sie mit Phil Laude liiert.

## Wirken
Groppler begann mit 17 Jahren mit Stand-up-Comedy. Sie nahm im November 2018 am Talent Award des deutschen Comedyformats NightWash teil und belegte den zweiten Platz. Seitdem steht sie deutschlandweit auf der Bühne. Ende Mai 2019 hatte Groppler bei der von Tedros Teclebrhan moderierten ProSieben-Show 1:30 ihren ersten Fernsehauftritt. Im Dezember 2019 spielte sie bei der Mixshow Comedy Splash des Radiosenders Unserding. Zudem ist Groppler seit 2019 regelmäßig in eigenen Sketch-Formaten zu sehen.
Groppler ist in den sozialen Netzwerken u. a. bei Instagram, Facebook und YouTube aktiv. Darüber hinaus werden ihre Auftritte teilweise von MySpass auf YouTube veröffentlicht.
2019 startete sie mit dem Solo-Programm Jungfrau ihre erste Deutschland-Tournee. Zusammen mit Comedian Tobi Freudenthal moderiert sie die Comedy-Mix- und Open-Mic-Show Killer Comedy.
Im Sommer 2019 wurde sie Gegenstand eines Shitstorms aus dem rechtsextremen Lager, als sie sich über die „braun werdenden“ Sachsen äußerte. Man könne, so Groppler, dagegen wie bei Avocados Zitronensaft nehmen, oder, falls das nicht helfe, auch Napalm. Der Blog Volksverpetzer meinte dazu, dass der Scherz kein guter sei, jedoch aufgrund des Kontextes sicher auch keine tatsächliche Forderung, echtes Napalm abzuwerfen beinhaltet habe.
Seit Juli 2020 veröffentlicht sie wöchentlich den Podcast Jungfrau Maria empfängt…. Darin empfängt sie jede Woche einen anderen Gast, bislang u. a. Amira Pocher, Carl Josef, Joyce Ilg, Nicolas Puschmann, Salim Samatou, Julia Beautx, Phil Laude und Diana zur Löwen. Teile der Gespräche wurden später von diversen Boulevardmedien wie der Gala, VIP.de oder RTL.de rezipiert.
Bei der Verleihung des Deutschen Comedypreis 2020 wurde sie vom Fernsehpublikum in der Livesendung als beste Newcomerin ausgezeichnet.
Mit ihrem ersten Solo-Programm Jungfrau tourte sie bis 2023. Das mit Negah Amiri gemeinsame Programm heißt Doppel X. In diesem wirken weitere vier weibliche Comediennes, um Frauen in der Szene zu fördern. Ihr zweites Solo-Programm heißt Mehrjungfrau.
2024 nahm sie an der 17. Staffel von Let’s Dance des Senders RTL teil, die sie als Erste wieder verlassen musste. Mit ihrem Profi-Tanzpartner Mika Tatarkin tanzte sie die restlichen Tänze des Wettbewerbs außer Konkurrenz weiter und veröffentlichte die zugehörigen Videos unter der Rubrik "Let's weiter Dance" auf ihren Social-Media-Kanälen, wodurch sie weitere Aufmerksamkeit erhielt.

## Werke (Auswahl)

### Bühnenprogramme
- 2019–2023: Jungfrau
- 2023: Doppel X (mit Negah Amiri)
- 2024–2025: Mehrjungfrau

### Fernsehauftritte
- 2019: 1:30 (ProSieben)
- 2021: Queens of Comedy (ZDF)[23]
- 2022: Comedy Clash (One)[24]
- 2023: Promi Game Night (RTL II)
- 2024: Let’s Dance (RTL)
- 2024: Die besten Comedians Deutschlands, Folge 1 (Sat1)[25]

### Moderation
- 2019: Killer Comedy (Comedy-Show)
- seit 2020: Jungfrau Maria empfängt… (Podcast)

### Diskografie
- 2019: Vegan
- 2020: Hummus Avocado Toast
- 2022: Fuqqboi
- 2023: Heute fahr’ ich Bahn
- 2024: Sternzeichen

## Auszeichnungen
- 2018: 2. Platz beim Talent Award von NightWash
- 2020: Deutscher Comedypreis – Beste Newcomerin